# Mohamed El Mehdi Lili
Mohamed El Mehdi Lili, né le 22 septembre 1995, est un judoka algérien en activité concourant dans la catégorie des plus de 100 kg. Il participe aux Jeux olympiques d'été de 2024, mais échoue dès son entrée en lice face à l'émirati Magomedomar Magomedomarov.